# Букова (водосховище)
Букова (Buková) — водосховище на річці Грудки; місце розташування — округ Трнава.
Площа - 0,48 км2. Розташоване біля села Букова. 